# 向宅
29°59′23.4″N 121°26′36.6″E / 29.989833°N 121.443500°E
向宅是浙江省宁波市江北区慈城镇的一座明代建筑。建筑位于慈城镇西北角的民主路70号，为清代建筑，建造者为北宋右仆射向敏中的后代向恒升。建筑坐北朝南，由照厅、正厅和东西厢房组成，照厅右侧设置门厅。正厅为抬梁穿斗混合结构，面阔三间，深七柱十檩，设前廊，梁枋等构件有仙鹤、福、禄、寿等浮雕。建筑1986年成为江北区文物保护单位，1997年8月成为浙江省文物保护单位。